# 156 Xanthippe
För andra betydelser, se Xantippe.
156 Xanthippe är en asteroid upptäckt 22 november 1875 av den österrikiske astronomen Johann Palisa i Pula, Kroatien. Asteroiden har fått sitt namn efter Xantippa, Sokrates hustru.